# Lâu đài Jurisics
Lâu đài Jurisics tọa lạc tại Kőszeg, Hungary. Tòa lâu đài này được đặt theo tên nhà quý tộc người Croatia Nikola Jurišić (tiếng Hungary: Miklós Jurisics).

## Cuộc bao vây Güns
Năm 1532, trong cuộc chiến tranh Habsburg-Ottoman, dưới sự chỉ huy của Suleiman the Magnificent, Pargalı İbrahim Pasha đã vây hãm lâu đài. Bất chấp liên tiếp 19 trận xung phong, Jurišić và chưa đến 1.000 người lính đã bảo vệ lâu đài trong 25 ngày mà không gặp bất kỳ trận pháo nào.

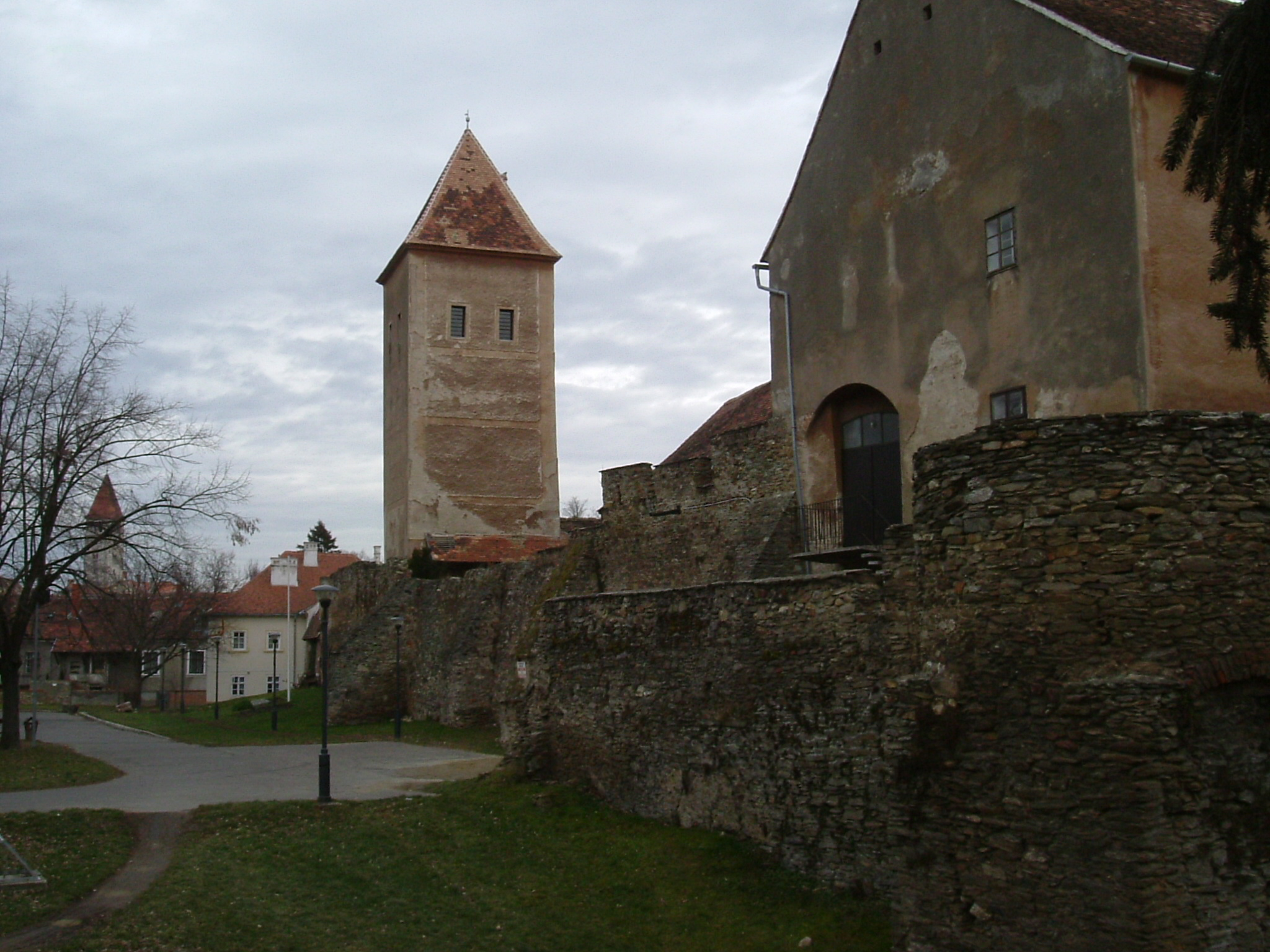
Lâu đài Kőszeg